# Crosey-le-Petit
Crosey-le-Petit is een gemeente in het Franse departement Doubs (regio Bourgogne-Franche-Comté) en telt 115 inwoners (2009). De plaats maakt deel uit van het arrondissement Montbéliard.

## Geografie
De oppervlakte van Crosey-le-Petit bedraagt 9,8 km², de bevolkingsdichtheid is dus 11,7 inwoners per km².

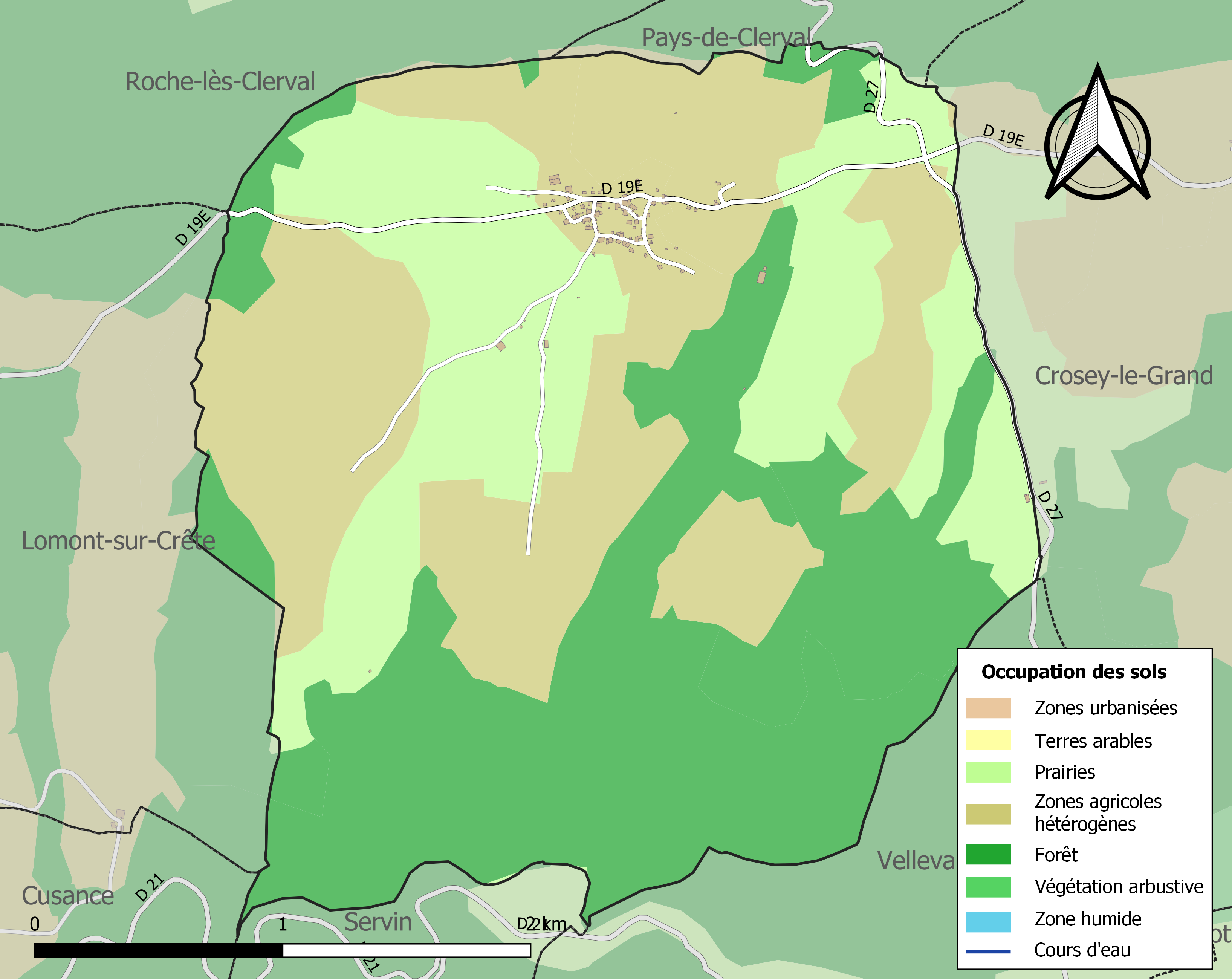
Kaart van de gemeente met de belangrijkste infrastructuur, bodemgebruik en omliggende gemeenten

## Demografie
Onderstaande figuur toont het verloop van het inwonertal (bron: INSEE-tellingen).